# Variante (Produkt)
Die DIN 199-1:2002-03 Begriffe der Technischen Dokumentation beschreibt Variante (englisch variant) als „Gegenstände ähnlicher Form und/oder Funktion mit einem in der Regel hohen Anteil identischer Gruppen oder Teile“.
REFA unterscheidet drei Arten von Varianten, die in Erzeugnissen vorkommen können:
1. Muss-Variante: Dabei tritt die Variante an die Stelle einer anderen Ausführung. Es handelt sich dabei um eine Änderung der Grundausführung, die für die Funktion des Erzeugnisses notwendig ist. Der Kunde muss unter diesen Varianten eine wählen.
2. Kann-Variante: Eine solche Variante erweitert die Grundausführung des Produktes, ist für dessen Funktion aber nicht zwingend erforderlich. Meist kann der Kunde hier verschiedene Varianten unabhängig wählen.
3. Bedarfsermittlungs-Variante oder dispositive Variante: Das kann zum Beispiel ein Fremdteil gleicher Funktion sein, welches anstelle des Eigenteils verwendet wird. Die Entscheidung darüber liegt im Ermessen des Herstellers. Der Kunde erfährt davon in der Regel nichts. Die Unterscheidung erfolgt aufgrund der anderen Disposition für das Teil und damit auch der anderen Bedarfsermittlung.

Varianten entstehen zumeist, wenn auf Kundenwünsche eingegangen wird. Dies ist in zunehmendem Maße der Fall, wenn ein Markt wegen vorhandener Überkapazitäten zu einem Käufermarkt wird. Eine hohe Variantenvielfalt zieht höhere Bestände, höhere Entwicklungskosten, ein Anwachsen administrativer Unternehmensstrukturen nach sich. Sie führt zu kleineren Losgrößen und damit zu tendenziell höheren Stückkosten. Da ein Anwachsen der Variantenvielfalt in der jetzigen Zeit unvermeidlich ist, versucht man die nachteiligen Folgen durch Variantenmanagement einzudämmen.

## Verschlüsselung von Varianten
Aufgrund der zunehmenden Produktkomplexität und -vielfalt wurde die rein identifizierende Verschlüsselung der Produktvarianten mit einer „feststehenden“ Erzeugnisnummer (s. a. Identifikator, Seriennummer) durch eine modulare Produktverschlüsselung mit Hilfe von Merkmalen ersetzt. Hierbei setzt sich die Erzeugnisnummer aus einer Anzahl von Merkmalen zusammen, die das Produkt mit Hilfe von Eigenschaften beschreiben und es dadurch zugleich eindeutig verschlüsseln (s. a. Nummerung). Abhängig vom Produkt kommen als Merkmale unterschiedliche Eigenschaften in Frage:
- Geometrische Abmessungen
- Physikalische Merkmale
- Funktionale Merkmale
- Form und Gestalt
- Oberflächen
- Farben
- Material und Materialstrukturen

In einigen Industriezweigen, wie bspw. in der Automobilindustrie, der Elektroindustrie und dem Maschinenbau, gibt es inzwischen so viele Produktvarianten, dass sich hier eine besondere Form der Produktverschlüsselung herausgebildet hat. Hierbei werden alternative Merkmale, die sich paarweise gegenseitig ausschließen, zu Merkmalsfamilien zusammengefasst und dadurch einen booleschen Verband bilden. Aus jeder Merkmalsfamilie muss jeweils genau ein Merkmal ausgewählt werden. Dadurch entfällt die Unterscheidung in Kann- und Muss-Varianten. Jede unterschiedliche Merkmalskombination stellt jeweils eine Produktvariante dar. Die Anzahl der theoretisch möglichen Produktvarianten ergibt sich demnach aus der Kombination der alternativen Merkmale aus den unterschiedlichen Merkmalsfamilien.

## Varianten in der Praxis – Bekleidung
Im Textilhandel werden Varianten besonders häufig verwendet, da die Kleidungsstücke sich oft nur durch Farbe und Größe unterscheiden. In Onlineshops und Warenwirtschaftssystemen wäre es zu umständlich, jede Farben-Größen-Kombination einzeln anzulegen. Deswegen werden die Artikel als Variante zusammengefasst. Es ist in der Regel möglich, jeweils eigene EAN und Preise zu definieren. In Onlineshops werden Varianten dann unter einem Artikel, aber eben mit unterschiedlichen Farben und Größen angezeigt.